# Bethio
Das Königreich Bethio (auch Bequio, Bekio, Bitio, Bétio oder Beetyo) war ein kleines Königreich, das für Jahrzehnte am unteren Senegal-Tal, an der heutigen Grenze zwischen Mauretanien und Senegal, im Nordwesten von Biffeche.  Im 18. Jahrhundert wurde es auch als „Royaume d'Oral“ (französisch) bezeichnet. Seine Hauptstadt war zunächst Poum, dann N'Dombound schließlich im 19. Jahrhundert Ross (seitdem auch Ross Béthio genannt). Die einstigen fruchtbaren Ackerflächen Bethios befinden sich östlich des Djoudj Nationalparks.
In den 1720er-Jahren war Erim M'Bagnick (Yérim Mbañik) der Brak von Waalo (Oualo) und Béquio Malicouri, König des Royaume d'Oral, war sein Vasall. Der letztere scheint von Fara Coro abgelöst worden zu sein.
Im 18. Jahrhundert war Maalixuri (Malichouri) (Malikhuri Diop), der berühmte „Prinz Bethio“, legendär für seine Schlauheit, Strategiewechsel und herausfordernden Dispute mit dem Königreich Waalo und den Franzosen in Saint-Louis.
Der heutige Prinz Bethio, Abdoulaye Diop, lebt in Ross Béthio und ist dort ein senegalesischer politischer Führer.

## Weitere Bedeutung
Der Name, auch als Béco, scheint auch als Synonym der Insel Becos im Flussdelta vorzukommen, welche die heute als Baba Gueye bekannte Insel sein soll.